# Listă de roci după geneză

## Roci sedimentare

### după geneză (origine)
| clastice | chimice                                                                                            | organogene | residuale         |
| --- | -------------------------------------------------------------------------------------------------- | --- | ----------------- |
| - Arkose - Aleurit - Bentonit - Brekzie (Breccie) - dolomitische Mergel - Geschiebemergel - Gipsmergel - Grauwacke - Flinz - Kalkmergel - Konglomerat - Löß - Mergel - mergeliger Ton - Mergelschiefer - Mergelstein - Tonmergel - Tonschiefer - Tonstein - Sandmergel - Schieferton - Schluffstein - Verrucano | - Alabaster - Anhydritstein - Dolomit - Gips - Kalksinter - Kalkstein - Salz - Salzton - Travertin | - Alaunschiefer - Anthrazit - Blätterkohle - Braunkohle - Diatomeenschlamm - Dolomit - Globigerinenschlamm - Kalkstein - Kalktuff - Kieselsinter - Kohle - Kreide - Kuckersit - Kupferschiefer - Lumachelle - Lydit - Ölsand - Ölschiefer - Phosphorit - Posidonienschiefer - Pteropodenschlamm - Radiolarit - Saprolith - Schillkalk - Schwarzschiefer - Steinkohle | - Bauxit - Kaolin |

### după mărimea granulelor
| Psephite (dur)                        | Psammite (mijlociu) | Pelite (fin)                                                            |  |  |
| ------------------------------------- | ------------------- | ----------------------------------------------------------------------- |  |  |
| - Conglomerat - Nagelfluh - Verrucano | - Gresie            | - Bentonită - Gresie argiloasă - Silex (cuarț) - Tonschiefer - Tonstein |  |  |

### după locul de depozitare /  Structură
| terrestrisch                                       | marin | verfestigte S. (Festgestein) | unverfestigte S. (Lockergestein)                          |  |
| -------------------------------------------------- | --- | ---------------------------- | --------------------------------------------------------- |  |
| - Caolin - Kalksinter - Loess - Gresie - Saprolith | - Blauschlick - Diatomeenschlamm - Globigerinenschlamm - Grünschlick - Flinz - Kalkschlamm - Kalkstein - Pteropodenschlamm - Radiolarit - Schlick | - Mergelstein - Tonschiefer  | - Kalkschlamm - Loess - Mergel - Nisip - Nămol - Aluviune |  |

## Roci metamorfice

### nach demProtolith(Ausgangsgestein) / nach derGenese
| Orthogesteine (Roci magmatice)                                                       | Paragesteine (Roci sedimentare) | Șisturi cristaline                                      | Roci de contact                                                                   | altele                    |
| ------------------------------------------------------------------------------------ | ------------------------------- | ------------------------------------------------------- | --------------------------------------------------------------------------------- | ------------------------- |
| - Glimmerschiefer - Granitgnais - Orthogneis - Syenitgnais - ȘTonschieferist argilos | - Paragnais                     | - Glimmerschiefer - Gnais - Marmoră - Phyllit - Cuarțit | - Adinol - Fruchtschiefer - Garbenschiefer - Hornfels - Knotenschiefer - Spilosit | - Jaspilit - Talkschiefer |

## Roci magmatice(vulcanice)

### după locul de formare
| Plutonite | Vulkanite | Subvulkanite | Pyroklastica                                                                                    |
| --- | --- | --- | ----------------------------------------------------------------------------------------------- |
| - Alkalifeldspatgranit - Alkalifeldspatsyenit - Alkalisyenit - Anorthosit - Carbonatit - Charnockit - Diorit - Dunit - Essexit - Foiddiorit - Foidgabro - Foidolith - Foyait - Gabro - Granit - Granodiorit - Harzburgit - Lherzolit - Kimberlit - Lherzolit - Malignit - Monzodiorit - Monzogabro - Monzonit - Monzosyenit - Olivinclinopyroxenit - Olivinorthopyroxenit - Olivinwebsterit - Peridotit - Quarzdiorit - Quarzolit - Shonkinit - Sienit - Syenogranit - Theralit - Tonalit - Websterit - Wehrlit | - Andezit - Alkalibazalt - Alkalitrachyt - Bazalt - Basaltandesit - Bazanit - Dacit - Diabaz - Dolerit - Foidit - Keratophyr - Latit - Leucitit - Limburgit - Liparit - Mandelstein - Melaphyr - Nephelinit - Orthoporphyr - Phonolith (Klingstein) - Pikrit - Porphyr - Quarzporphyr - Rhyodacit - Rhyolith - Rhombenporphyr - Tephrit - Thephritischer Foidit - Thephritischer Phonolit - Tholeiit (Tholeiitbasalt) - Trachyt | - Alnöit - Aplit - Camptonit - Carbonatit - Granitporphyr - Kersanit - Kimberlit (controversat) - Kuselit - Lamproit - Lamprophyr - Mikrodiorit - Mikrogabro - Minette - Monchiquit - Pegmatit - Polzenit - Sannit - Spessartit - Vogesit | - Agglomerate - Asche - Bimsstein - Blöcke - Bomben - Ignimbrit - Lapilli - Peperit - Tuffstein |